# Michel Peeters
Michel Peeters est un pongiste handisport français né en 1958. Il est trois fois champion paralympique.

## Biographie
En 1976, âgé de seulement 18 ans, il est victime d'un accident de moto le rendant paraplégique. Résidant au Havre, il ne peut alors pratiquer que de la natation ou du tennis de table avec son handicap.
Il choisit finalement le ping-pong. Ce choix impactera grandement le reste de sa carrière sportive puisqu’il deviendra champion paralympique en 1988 à Séoul (Corée du Sud) et en 1992 à Barcelone (Espagne). Les Jeux d'Atlanta en 1996 marquent sa 5eme participation paralympique.
Il réside toujours au Havre. Il est entraîneur-joueur au club Handisport Le Havre.

## Vie privée
Il est père de deux jumelles.

## Palmarès
- Champion de France Handisport de natation[2]
- Médaille de bronze par équipe aux Jeux paralympiques d'Arnhem en 1980
- Médaille d'argent aux Jeux paralympiques de Londres en 1984
- Champion du monde en Australie en 1986[3],[4]
- Champion d'Europe à Londres en 1987
- Médaille d'or en simple aux Jeux paralympiques de Séoul en 1988
- Médaille de bronze par équipe aux Jeux paralympiques de Séoul en 1988
- Médaillé de bronze en Coupe Davis (France) en 1989
- Champion d'Europe en simple à Copenhague en 1989[1],[3],[4]
- Vice-champion du monde aux Pays-Bas en 1990
- Médaille d'or en simple aux Jeux paralympiques de Barcelone en 1992
- Médaille de bronze par équipe aux Jeux paralympiques de Barcelone en 1992
- Quatrième des Jeux paralympiques d'Atlanta en 1996
- Médaillé de bronze aux championnats d'Europe en Suède en 1997
- Champion d'Europe en équipe en Suède en 1997
- Médaillé de bronze en Coupe Davis (France) en 1998
- Champion du monde en Coupe Davis (France) en 1998
- Vice-champion d'Europe en Slovaquie en 1999
- Médaillé d'or par équipe aux Jeux paralympiques de Sydney en 2000
- Médaille de bronze en simple aux Jeux paralympiques de Sydney en 2000
- Champion de France handisport en 2015[5]
- Champion de France en double open vétérans assis avec Philippe Durieux[6]
- 4eme des Championnats de France en 2023[7]